# Ruggero Verity
Ruggero Verity, anche conosciuto come Roger Verity (Firenze, 20 maggio 1883 – Firenze, 4 marzo 1959), è stato un medico ed entomologo italiano.

## Biografia

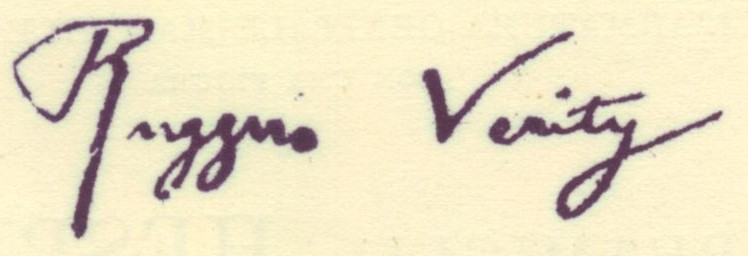
Firma di Ruggero Verity dal volume conservato presso la sede del Polo Scientifico della Biblioteca di Scienze dell'Università di Firenze

Roger Verity era il figlio maggiore del nobile inglese Richard Henry Manners Verity (1844-1926), stabilitosi a Firenze, e della nobildonna Matilda Fenzi.
Durante gli anni delle scuole secondarie frequentò l'Istituto Domengé-Rossi di Firenze, dove ebbe l'occasione di avere come compagno di scuola Nello Beccari, e dove si misurò con il suo primo studio pubblicando un articolo per la rivista della scuola Florentia.
Prima ancora di avviarsi allo studio della medicina, sviluppò, e coltivò durante tutta la sua esistenza, un interesse scientifico per le farfalle che già dal 1897 lo portò a collezionarne diversi esemplari durante un soggiorno sulle Alpi Marittime e che proseguì diventando il suo specifico campo di indagine.
Le sue raccolte personale e i suoi studi si intensificarono infatti negli anni successivi, così come aumentarono le occasioni di contatto e confronto con studiosi del tempo, in particolare con Charles Oberthür di Rennes e Pietro Stefanelli di Firenze.  Proprio grazie anche alla possibilità di consultare il copioso materiale di Oberthür, Verity approfondì i suoi studi fino ad arrivare a pubblicare tra il 1905 e il 1911 un fondamentale trattato di lepidotterologia: Rhopalocera palaearctica.
In questi anni si laureò in Medicina e Chirurgia presso l'Università di Firenze, dove aveva avuto modo di seguire Giulio Chiarugi che teneva la cattedra di Anatomia, e dopo il conseguimento del titolo frequentò la Clinica Medica fiorentina diretta da Pietro Grocco. Negli anni seguenti divenne aiuto presso l'Arcispedale di Santa Maria Nuova di Firenze e medico di fiducia di quella nutrita comunità inglese residente in città, portando avanti la professione di medico che esercitò tutta la vita, affiancata dal costante studio sui lepidotteri.
Continuò infatti le sue campagne di acquisizione degli esemplari e un costante studio, testimoniato da un corposo numero di pubblicazioni sui risultati delle sue ricerche (fu autore di oltre 150 testi tra articoli e libri) (cit) fino ad approdare alla uscita nel 1940 del primo volume del suo trattato più importante, Le farfalle diurne d'Italia, che si conclude con il quarto volume nel 1953.

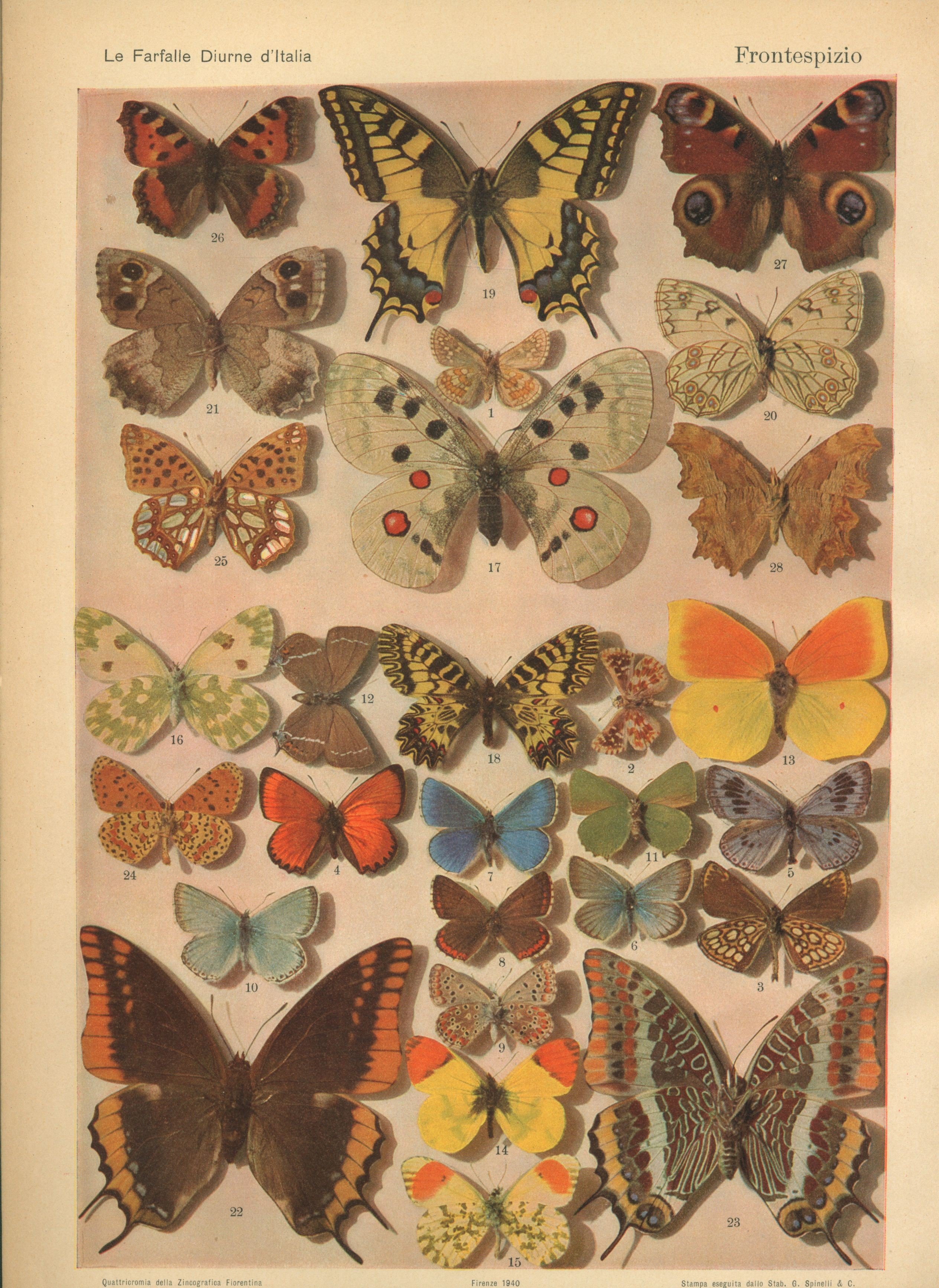
Ruggero Verity - tavola tratta da "Le farfalle diurne d'Italia"

L'opera venne dedicata alla memoria della moglie, sposata il 1 giugno 1922, Donna Giulia dei Principi Gallarati–Scotti (20 novembre 1887-17 giugno 1938), figlia di Don Gian Carlo, Principe di Molfetta e Duca di San Pietro in Galatina, e di Luigia Melzi D'Eril dei Duchi di Lodi, che ne aveva condiviso visione e preparazione.
Visse a Firenze e a Caldine, frazione del comune di Fiesole, presso "Il Cicaleto" (Villa Verity, con giardino ri-disegnato da Cecil Pinsent), che fu anche il suo luogo di morte; è sepolto nel cimitero della Ven. Arciconfraternita della Misericordia di Firenze di Soffiano, e nella cappella di famiglia a Cicaleto è ricordato con un memoriale.
Entrò a far parte, dal gennaio 1951, della Accademia Nazionale Italiana di Entomologia, fondata a Firenze il 16 aprile 1950 come riferimento di settore per gli studiosi di entomologia, venendo nominato tra gli Accademici Straordinari, e fu consigliere della Società entomologica Italiana.
A lui si deve l'intitolazione da due a tremila farfalle;  la sua vastissima collezione, stimata in 700.000 esemplari di cui ne rimase circa 250.000, è pervenuta al Museo La Specola di Firenze per lascito. Molte furono raccolte personalmente in campagne dedicate, altre acquistate dalle concessionarie quali ad esempio "Staudinger Bang-Haas" e da Orazio e Clorinda Querci.
Ruggero Verity inoltre creò il termine "exerges", scrivendo: "[Exerges] abitano sempre diverse aree terrestri, tranne in casi particolari, come grandi catene montuose e pianure, che offrono ambienti e climi molto diversi all'interno della stessa area; spesso consistono in una lunga catena di razze che si estende anche da un continente all'altro..." Il termine moderno è cline.

## Opere (selezione)
- Rhopalocera palaearctica: iconographie et description des papillons diurnes de la région paléarctique, Florence,1905-1911.
- Le Farfalle diurne d'Italia in 4 volumi, Firenze, Marzocco 1940-1953.
- Les variations géographiques et saisonnières des Papillons diurnes en France,Paris, Edition de la Revue française de lépidoptérologie 1951-1957, in 3 volumi
- Origine e sviluppo degli morganismi alla luce delle omologie, Firenze, Macrì 1958.

## Archivio e biblioteca

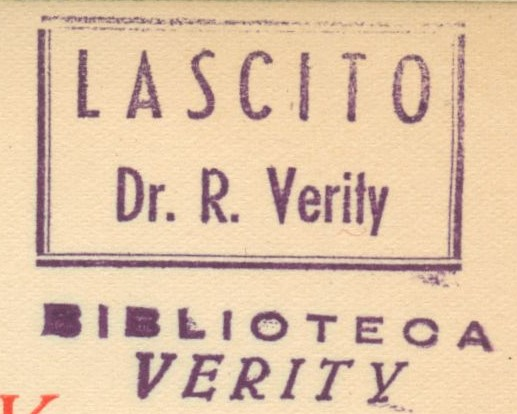
Ruggero Verity - timbro lascito

Il complesso delle carte e dei libri di Verity è conservato presso la sede del Polo Scientifico della Biblioteca di scienze dell'Università di Firenze (dove è confluita la biblioteca di Biologia animale dalla storica sede presso la Specola in via Romana), insieme alla sua ricca biblioteca composta prevalentemente da testi di entomologia (inseriti in Onsearch) e da una organizzata miscellanea (consultabile nel Catalogo delle miscellanee della Biblioteca di Scienze). La vasta collezione di lepidotteri è custodita dal Museo di Storia Naturale - sezione di Zoologia de La Specola.
Le sue raccolte sono arrivate all'Università di Firenze per lascito testamentario, volontà espressa anche nella prefazione delle sue pubblicazioni: Le farfalle diurne d'Italia e Origine e sviluppo degli organismi alla luce delle omologie, con l'intento di restituire le proprie collezioni ad un vasto pubblico e renderle accessibili agli studiosi.